# Сошники (Ровненская область)
Сошники (укр. Сошники) — село в Полицкой сельской общине Варашского района Ровненской области Украины.
До 2020 года входило во Владимирецкий район.
Население по переписи 2001 года составляло 510 человек. Почтовый индекс — 34374. Телефонный код — 3634. Код КОАТУУ — 5620888004.